# Hammarstrand
Hammarstrand este un oraș în Suedia.

## Demografie
| \| Evoluția demografică a zonei urbane Hammarstrand, 1970–2015 \| Evoluția demografică a zonei urbane Hammarstrand, 1970–2015 \| Evoluția demografică a zonei urbane Hammarstrand, 1970–2015 \| Evoluția demografică a zonei urbane Hammarstrand, 1970–2015 \| Evoluția demografică a zonei urbane Hammarstrand, 1970–2015 \| \| --------------------------------------------------------------------------------------- \| ----------------------------------------------------------- \| ----------------------------------------------------------- \| ----------------------------------------------------------- \| ----------------------------------------------------------- \| \| An \| \| \| Locuitori \| \| \| 1970 \| 1970 \| \| 1.107 \| 1.107 \| \| 1975 \| 1975 \| \| 1.139 \| 1.139 \| \| 1980 \| 1980 \| \| 1.354 \| 1.354 \| \| 1990 \| 1990 \| \| 1.313 \| 1.313 \| \| 1995 \| 1995 \| \| 1.267 \| 1.267 \| \| 2000 \| 2000 \| \| 1.147 \| 1.147 \| \| 2005 \| 2005 \| \| 1.061 \| 1.061 \| \| 2010 \| 2010 \| \| 1.052 \| 1.052 \| \| 2015 \| 2015 \| \| 1.116 \| 1.116 \| \| Sursa: SCB - Statistika Centralbyrån, Folkmängden per tätort. Vart femte år 1960 - 2016 \| \| \| \| \| |      |  |           |       |
| Evoluția demografică a zonei urbane Hammarstrand, 1970–2015 |      |  |           |       |
| An |      |  | Locuitori |       |
| 1970 | 1970 |  | 1.107     | 1.107 |
| 1975 | 1975 |  | 1.139     | 1.139 |
| 1980 | 1980 |  | 1.354     | 1.354 |
| 1990 | 1990 |  | 1.313     | 1.313 |
| 1995 | 1995 |  | 1.267     | 1.267 |
| 2000 | 2000 |  | 1.147     | 1.147 |
| 2005 | 2005 |  | 1.061     | 1.061 |
| 2010 | 2010 |  | 1.052     | 1.052 |
| 2015 | 2015 |  | 1.116     | 1.116 |
| Sursa: SCB - Statistika Centralbyrån, Folkmängden per tätort. Vart femte år 1960 - 2016 |      |  |           |       |